# Hormomitaria
Hormomitaria — рід грибів родини маразмієві (Marasmiaceae). Назва вперше опублікована 1950 року.